# Zygota spinosipes
Zygota spinosipes är en stekelart som först beskrevs av Jean-Jacques Kieffer 1908.  Zygota spinosipes ingår i släktet Zygota, och familjen hyllhornsteklar. Arten är reproducerande i Sverige.